# Cour-l'Évêque
Cour-l'Évêque là một xã thuộc tỉnh Haute-Marne trong vùng Grand Est đông bắc nước Pháp. Xã này nằm ở khu vực có độ cao trung bình 265 mét trên mực nước biển.
Thị trấn nằm ở hữu ngạn sông Aujon, sông chảy theo hướng tây bắc qua phía nam thị trấn.